# José Carlos Ballbé
José Carlos Ballbé Sala (nacido el 21 de febrero de 1985 en Tarrasa, Barcelona) es un exjugador de hockey sobre hierba y sacerdote español. Disputó los Juegos Olímpicos de Londres 2012, obteniendo un sexto puesto.

## Participaciones en Juegos Olímpicos
- Londres 2012, puesto 6.

## Sacerdote
Después de participar en los Juegos Olímpicos de Londres 2012, se retiró de la práctica activa del hockey hierba y se dedicó a formarse en el seminario para ordenarse como sacerdote. Se ordenó sacerdote en el año 2016, ejerciendo desde entonces en Mataró y Barcelona.